# Tonkori

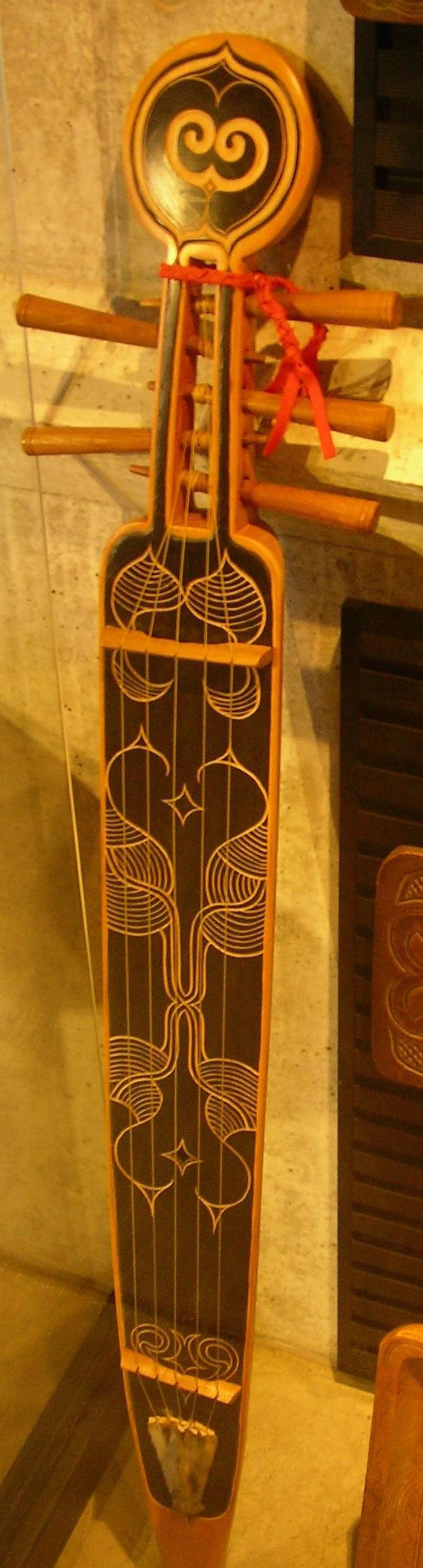
Un tonkori du musée de la culture aïnou de Nibutani à Hokkaido.

Le tonkori (トンコリ) est un instrument de musique issu de la culture des Aïnous, une ethnie aborigène du Japon. Sorte de cithare, le tonkori est un témoin des traditions uniques des Aïnous. 

## Lutherie
Un tronc est évidé pour composer le corps de l’instrument, au-dessus duquel est attaché un morceau de bois plat. Il mesure entre 70 et 150 cm de long et approximativement 15 cm de large. On y attache en général 5 cordes, mais on peut en voir parfois montés avec 3 ou 6 cordes fixées sur de grandes chevilles à friction.
Pour composer le corps, on utilise en général l’épicéa de Sakhaline, l’if japonais ou le magnolia japonais à l’écorce blanche. Pour les cordes, ce sont des fibres d’une variété d’orties (ezoirakusa, nom latin : Urtica platyphylla) qui sont étroitement torsadées en un seul fil voire des tendons de baleine, de cerf ou de renne. La table d'harmonie est décorée.

## Jeu
Le tonkori est porté et joué en pinçant les cordes avec les deux mains mais en prenant soin de ne pas poser les doigts sur les cordes. C’est un art complexe qui demande une grande dextérité. Le plus célèbre joueur de tonkori est aïnou et se nomme Oki Kano.
L'archéologue japonais Hiroshi Udagawa a consacré un ouvrage à cet instrument.